# 亞歷山大 (利西馬科斯之子)
亞歷山大 （希臘語：Ἀλέξανδρος），是色雷斯國王利西馬科斯的兒子，他的母親是奧德里西亞人，波利艾努斯說她叫瑪格里絲（Macris）。
前284年，當他的哥哥阿加托克利斯被父親的命令誅殺後，亞歷山大與兄長的遺孀呂珊德拉逃到亞洲，並尋求塞琉古一世幫助，一場利西馬科斯和塞琉古一世的戰爭因此爆發。前281年，利西馬科斯在庫魯佩迪安戰役中陣亡，他的屍體交由亞歷山大葬於利西馬其亞，利西馬科斯的墳墓在保薩尼亞斯時代還存在。